# Liste des évêques de Shendam
Liste des évêques de Shendam
L'évêché nigérian de Shendam (Dioecesis Shendamensis) est créé le 2 juin 2007 par détachement de l'archevêché de Jos.

## Sont évêques
- Du 2 juin 2007 au 12 janvier 2015 : James Daman (James Naanman Daman)

## Sources
- L'ANNUAIRE PONTIFICAL, sur le site http://www.catholic-hierarchy.org, à la page